# Balança (Terras de Bouro)
Balança é uma localidade portuguesa sede da Freguesia de Balança do Município de Terras de Bouro, freguesia com 4,45 km² de área e 307 habitantes (censo de 2021), tendo, por isso, uma densidade populacional de 69 hab./km².

## Demografia
A população registada nos censos foi:

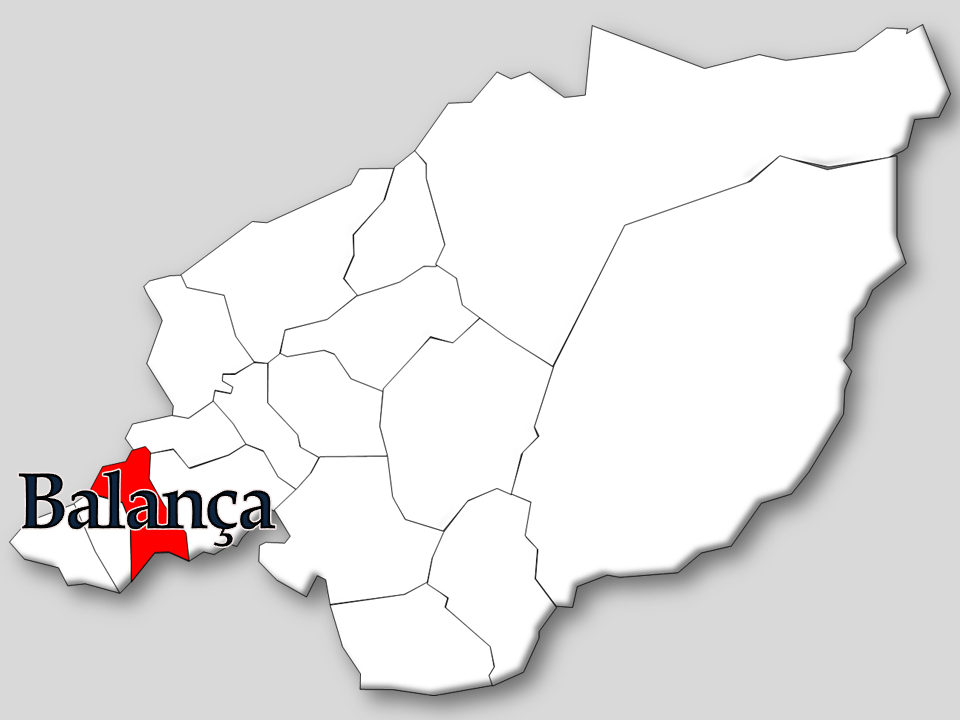
Localização da Freguesia de Balança no Município de Terras de Bouro

| Distribuição da População por Grupos Etários | Distribuição da População por Grupos Etários | Distribuição da População por Grupos Etários | Distribuição da População por Grupos Etários | Distribuição da População por Grupos Etários |
| -------------------------------------------- | -------------------------------------------- | -------------------------------------------- | -------------------------------------------- | -------------------------------------------- |
| Ano                                          | 0-14 Anos                                    | 15-24 Anos                                   | 25-64 Anos                                   | > 65 Anos                                    |
| 2001                                         | 56                                           | 64                                           | 189                                          | 84                                           |
| 2011                                         | 35                                           | 38                                           | 185                                          | 83                                           |
| 2021                                         | 29                                           | 25                                           | 163                                          | 90                                           |

## Património
- Igreja Paroquial de São João da Balança